# پیست ترماس ده ریو هوندو

Old layout of the circuit (2007–2012)

پیست ترماس ده ریو هوندو (انگلیسی: Autódromo Termas de Río Hondo) یک پیست ورزش‌های موتوری در ترماس ده ریو هوندو، آرژانتین است.
این پیست که معمولاً برای مسابقات موتورسواری استفاده میشود در سال ۲۰۰۸ میلادی تأسیس شده و ۱۲۰٬۰۰۰ نفر ظرفیت دارد.